# Порт Гаосюн
Порт Гаосюн (кит.: 高雄港) — найбільша гавань Тайваню, яка у 2015 році перевантажила приблизно 10,26 мільйона двадцятифутових еквівалентних одиниць (TEU). Порт розташований на півдні Тайваню, поруч із містом Гаосюн і оточений міськими районами Гушань, Яньчен, Лінья, Ціаньхень, Сяоган, а також Сіцзінь. Управляється корпорацією Taiwan International Ports Corporation, державною компанією з управління портами Тайваню.

## Історія
Порт був природною лагуною, перш ніж протягом кількох сотень років перетворився на сучасну гавань. У 16 столітті на узбережжі сучасного Гаосюна, який у той час місцеві жителі називали «Такау», вже було засновано кілька сіл. Колоністи Голландської Ост-Індської компанії (VOC) прибули до Такау в 1620-х роках і тоді почали розробляти лагуну. Порт, історично відомий як «Порт Такау» (кит.: 打狗港), розвивався поступово протягом голландської ери, ери Косінга та ранньої династії Цін.

### Імперія Цин
У 1858 році династія Цин програла Другу опіумну війну франко-британцям і підписала Тяньцзіньські договори. Згідно з договорами, уряду Цин було запропоновано відкрити п'ять портів Тайваню для зовнішньої торгівлі. Будучи одним із п'яти портів, порт Такао був офіційно відкритий для західних торговців з 1864 року. Пізніше уряд Цін поступився Тайванем японцям у 1895 році після поразки в першій японо-китайській війні.

### Японська імперія
На початку японської ери колоніальний уряд вирішив розпочати великі проєкти з наміром перетворити порт на сучасну гавань. Японці будували порт у три етапи, перший був завершений у 1908 році, другий у 1912 році, а третій був зупинений на півдорозі на початку Другої світової війни. Під час Другої світової війни порт сильно бомбили західні союзники.

### Після війни II
Після війни розвиток порту відновився. «Другий порт» був побудований у 1975 році шляхом руйнування сухопутного мосту між Сяогангом і Сіцзінь.
Порт є частиною морського шовкового шляху, який пролягає від узбережжя Китаю до південного краю Індії до Момбаси, звідти через Суецький канал до Середземного моря, а звідти до Верхньої Адріатичного регіону Трієста з його залізничним сполученням із центральною та східною частинами Європи.
У 2017 році корпорація Taiwan International Ports Corporation завершила дороге розширення порту Гаосюн і додала нові об'єкти для підвищення пропускної здатності як контейнерів, так і пасажирів.

## Галерея

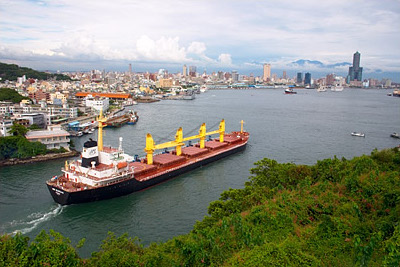
Корабель проходить перший порт
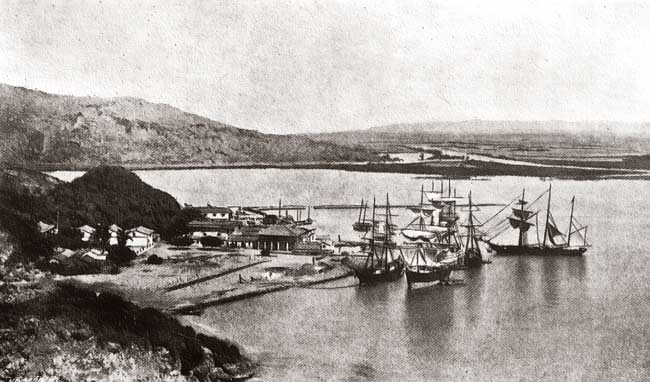
Порт, 1897 рік
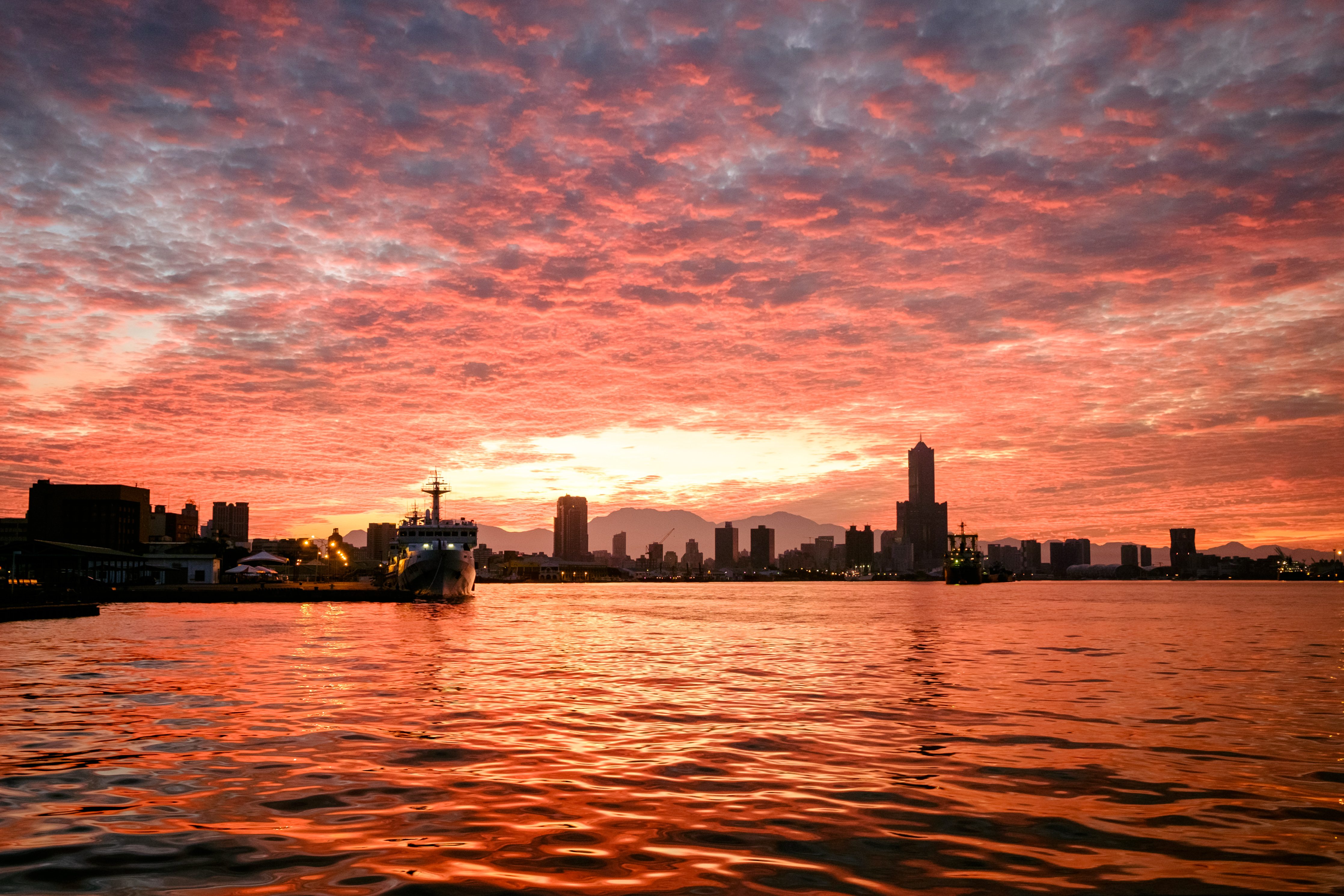
Схід сонця в гавані Гаосюн, вид з порома
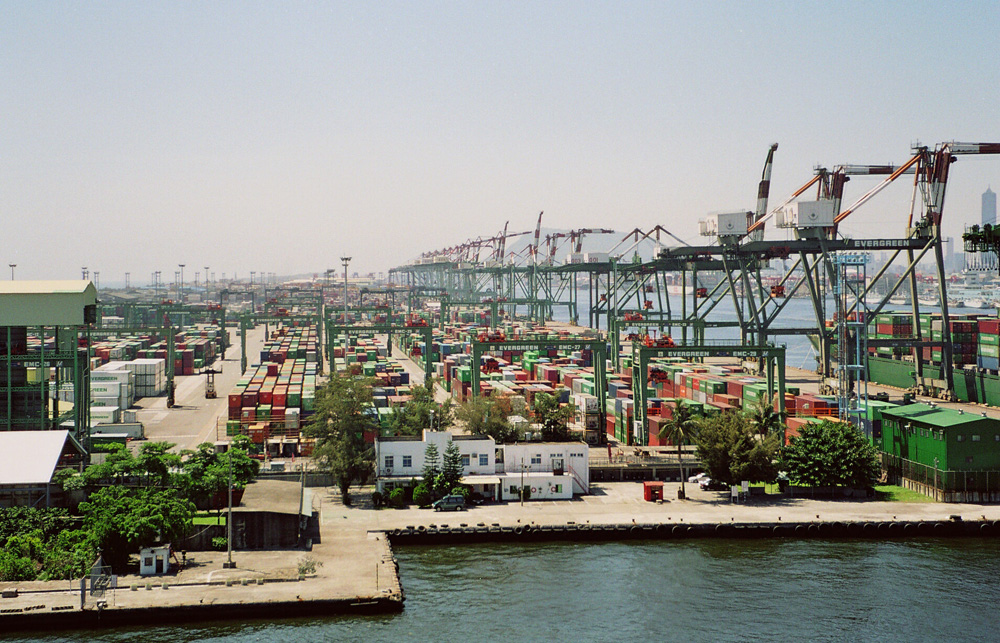
Зона обробки контейнерів
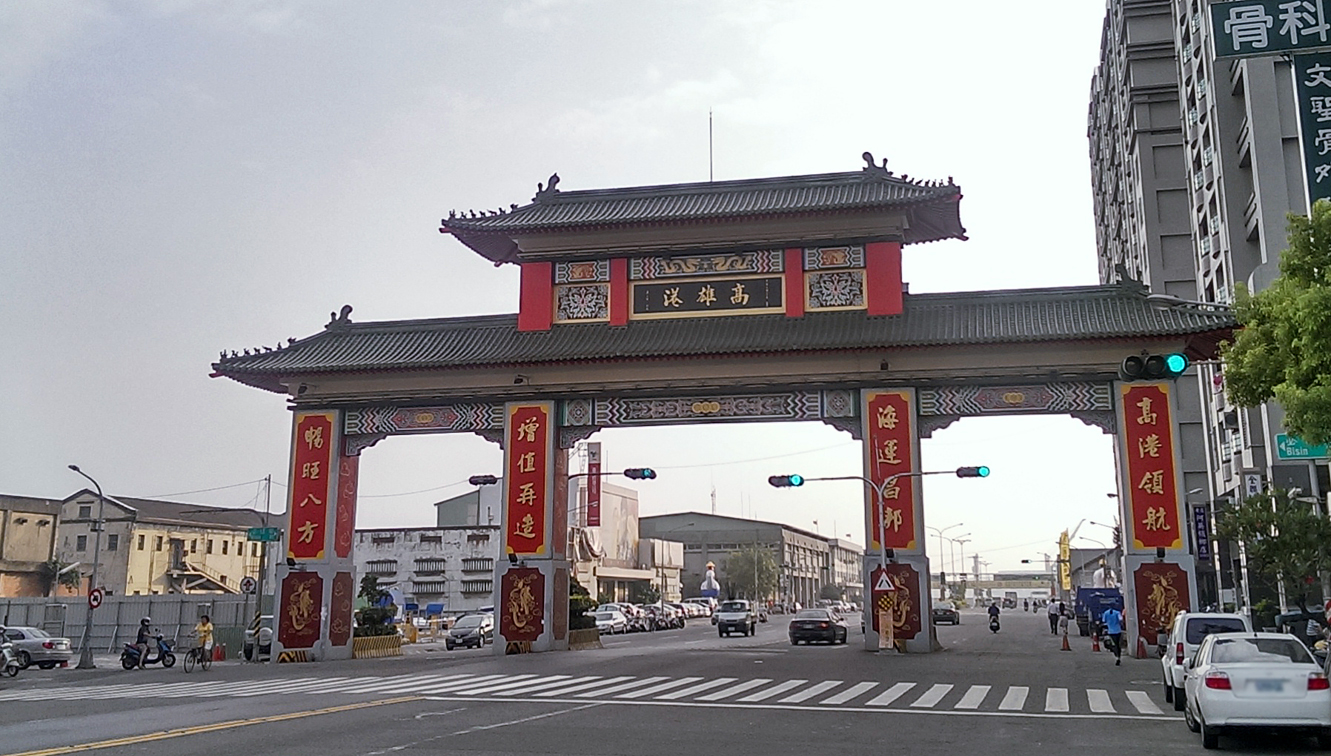
В'їзд до порту Гаосюн
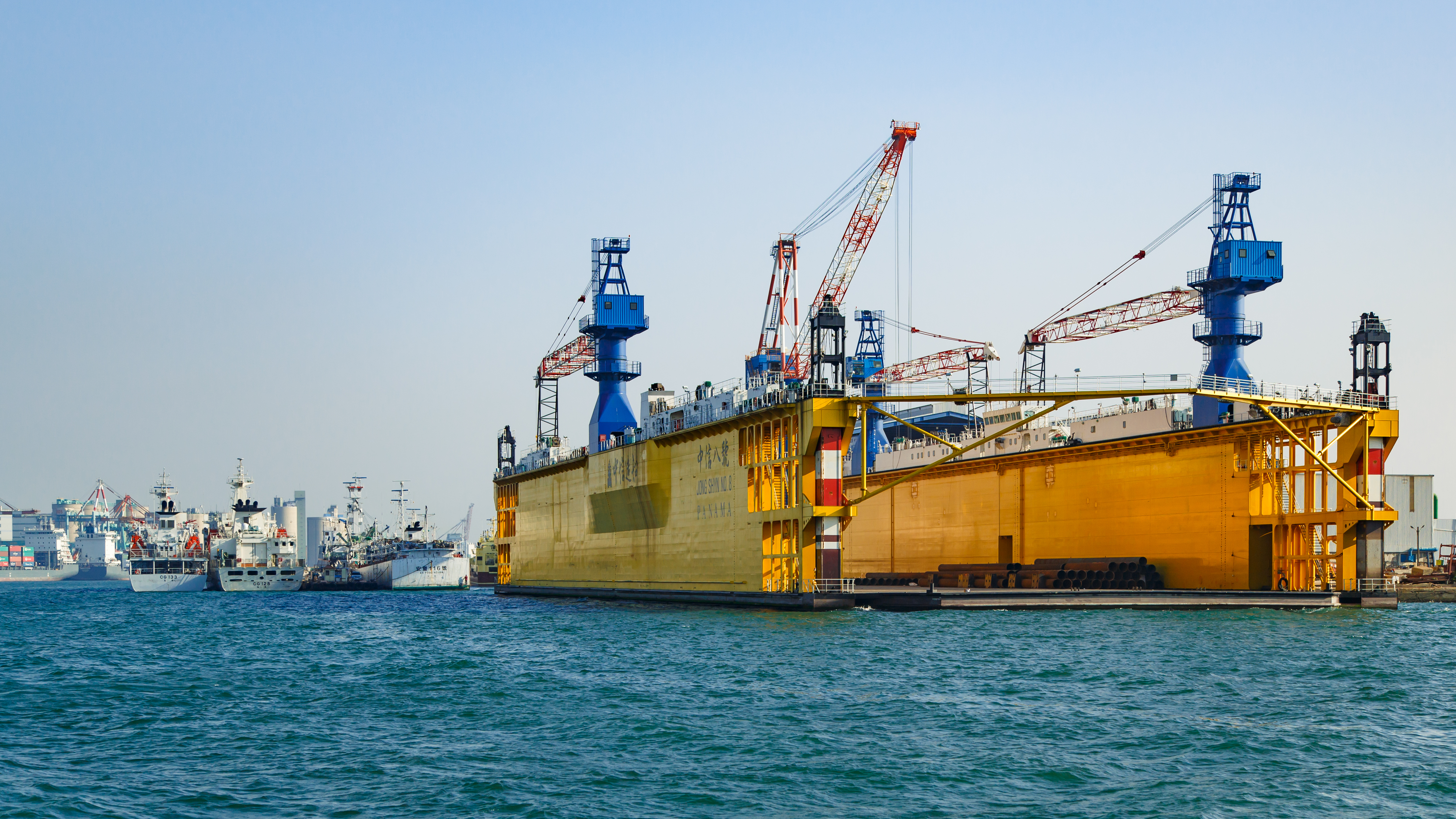
Плавучий сухий док Йонг Шин номер 8 в порту Гаосюн
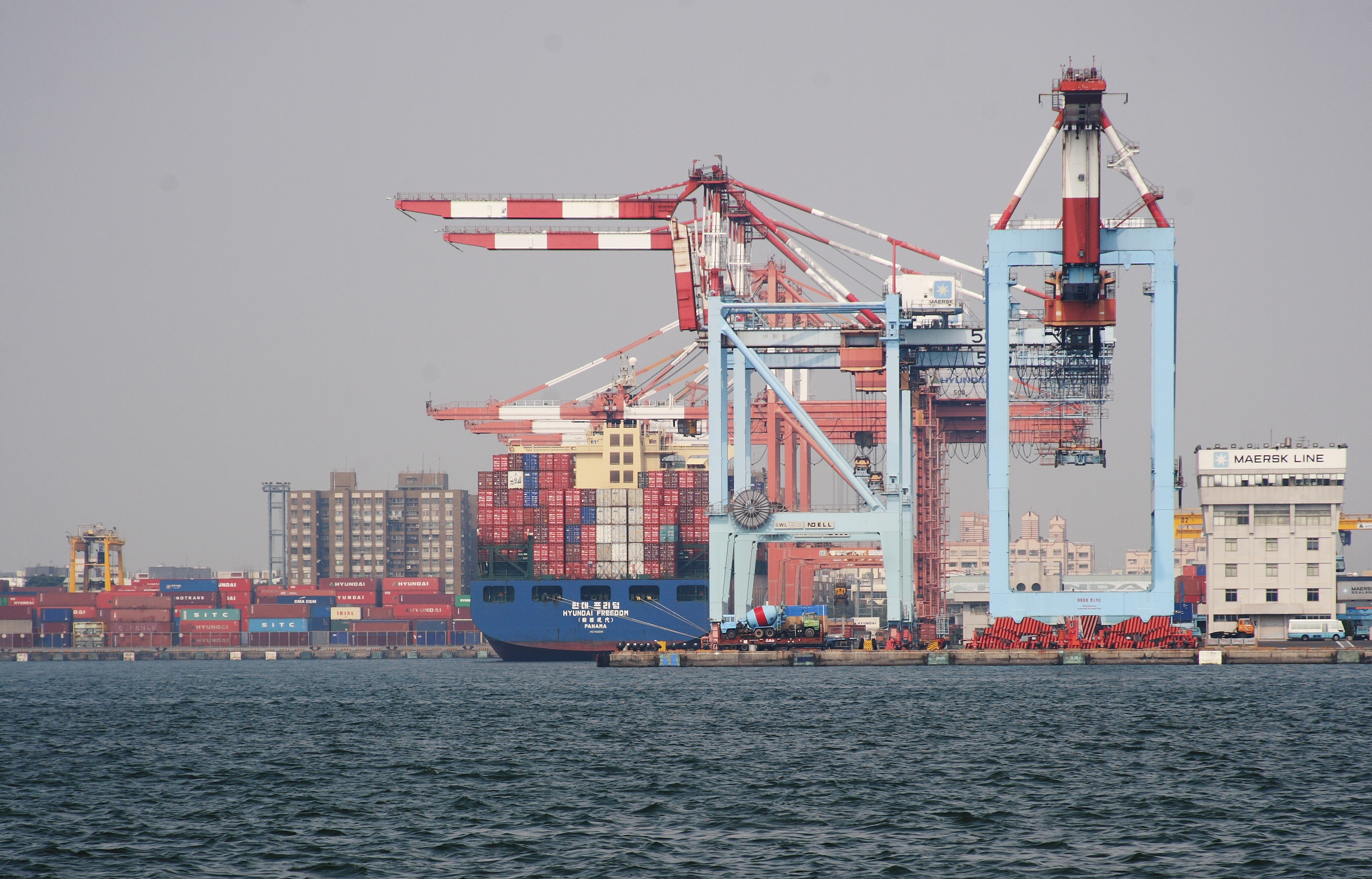
Контейнерний транспортер у гавані Гаосюн